# Abolla (kledingstuk)

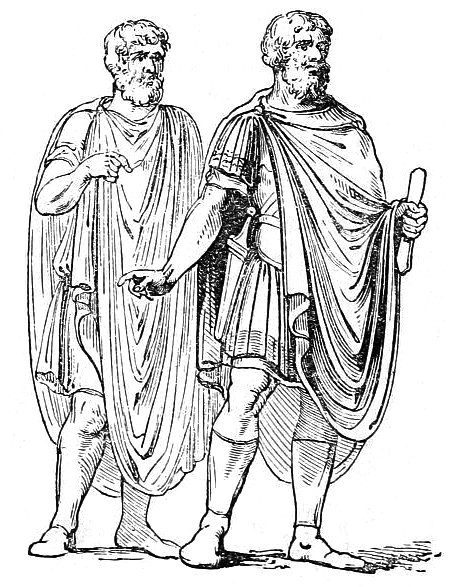
Twee mannen met een abolla (bas-reliëfs op de triomfboog van Septimius Severus, Rome).

Een abolla is een mantel van dubbel linnen, oorspronkelijk een soldatenmantel.
In de keizertijd was deze dracht vrij algemeen. Dat de abolla destijds nauwsluitend was, bewijst een epigram van Martialis de abolla Crispini, waarin hij de dieven aanraadt, liever een toga om te slaan.
Een abolla maior was een wijdere mantel, waarin de griekse wijsgeren, vooral de cynische, zich plachten te wikkelen.

## Referentie
- art. Abolla, in J.G. Schlimmer - Z.C. De Boer, Woordenboek der Grieksche en Romeinsche Oudheid, Haarlem, 19203, p. 2.